# テオドロスの螺旋

斜辺が√17である直角三角形までのテオドロスの螺旋

テオドロスの螺旋（テオドロスのらせん、英: spiral of Theodorus, square root spiral, Pythagorean spiral, Pythagoras's snail）は、底辺を前の直角三角形の斜辺、高さを1とする直角三角形で構成された渦巻である。キュレネのテオドロスの名を冠する。

## 構成
テオドロスの螺旋は、底辺と高さを1とする直角二等辺三角形T1から始まる。次に底辺をT1の斜辺（長さは2の正の平方根）、高さを1とする直角三角形T2を、T1の外側にかく。
さらに、底辺をT2の斜辺（長さは3の正の平方根）、高さを1とする、T2の斜辺と高さの間の点に直角を携えた、T2の外側にある直角三角形T3をかく。 
以後、一般にn − 1回目の直角三角形Tn − 1の外側に、Tn − 1の斜辺を底辺とし、Tn − 1の斜辺と高さの間の頂点に直角を携える、高さ1の直角三角形Tnを作る。この直角三角形の連なりをテオドロスの螺旋という。例えばT16は、底辺の長さが√16 = 4、高さが1、斜辺の長さが√17の三角形となる。 

## 歴史
テオドロスの作品は失われたが、プラトンの作品である『テアイテトス』の回想部で彼の功績が伝えられた。テオドロスは、テオドロスの螺旋を用いて平方数でない3から17の数の平方根は無理数であることを示したと言われている。
テオドロスが2の平方根の証明に関与していないことはよく知られていたため、プラトンもそれをテオドロスに帰さなかった。テオドロスと数学者テアイテトスは、異なる方法で有理数と無理数を分別した。

## 斜辺
n個目の三角形の斜辺の長さhnは自然数n + 1の正の平方根となる。
テオドロスに師事したプラトンは、なぜテオドロスは√17で止めてしまったのか疑問に思った。一般に、その理由は√17は直角三角形が重ならない最後の三角形の斜辺の長さであったからであると考えられている。

### 三角形の重なり
1958年、カレブ・ウィリアムズ（Kaleb Williams）は、テオドロスの螺旋のどの斜辺も重ならないことを示した。また、長さ1の辺の延長は、ほかのどの頂点も通らないことも証明した。 

## 拡張
テオドロスは斜辺が√17となるところで止めてしまったが、無限に螺旋を続けることができる。

### 成長率

#### 角
螺旋の中心に位置するk番目の三角形の頂点の角をϕkとして
{\displaystyle \tan \left(\varphi _{k}\right)={\frac {1}{\sqrt {k}}}}
である。したがって、ϕkは次の式で表せる。
{\displaystyle \varphi _{k}=\arctan \left({\frac {1}{\sqrt {k}}}\right)}
最初の直角三角形の底辺と、n番目の三角形の斜辺の成す角ϕ(n)は、1からnまでのϕkの和である。これは有界関数c2を用いて次のように表せる。

螺旋の一部

{\displaystyle \varphi \left(n\right)=\sum _{k=1}^{n}\varphi _{k}=\sum _{k=1}^{n}\arctan \left({\frac {1}{\sqrt {k}}}\right)=2{\sqrt {n}}+c_{2}(n)}
ただし、
{\displaystyle \lim _{k\to \infty }c_{2}(k)=-2.157782996659\ldots }(オンライン整数列大辞典の数列 A105459)

#### 半径
螺旋の半径の成長は任意のnについて次の式で表せる。
{\displaystyle \Delta r={\sqrt {n+1}}-{\sqrt {n}}}

### アルキメデスの螺旋
テオドロスの螺旋はアルキメデスの螺旋によって近似できる。アルキメデスの螺旋の2つの渦の距離は数学定数である円周率πに近づいていくように、テオドロスの螺旋の2つの渦巻きの距離は無限に近づくにつれて、急速にπに近づく。
| 渦の数 | 渦の距離の平均 | 渦の距離の平均とπの近似精度 |
| ------ | -------------- | --------------------------- |
| 2      | 3.1592037      | 99.44255%                   |
| 3      | 3.1443455      | 99.91245%                   |
| 4      | 3.14428        | 99.91453%                   |
| 5      | 3.142395       | 99.97447%                   |
| → ∞    | → π            | → 100%                      |

5回目の渦でさえ、その近似率は約99.97%である。

## 補間

フィリップ・J・デイヴィスによるテオドロスの螺旋を解析的に補完したもの。数字は整数である原点との距離。青は反対方向に螺旋を拡張したもの。

離散的なテオドロスの螺旋をどのように内挿して滑らかな曲線にするか、という問題は2001年にフィリップ・J・デイヴィスによって提案・解決された。階乗をガンマ関数に内挿するのにオイラーの公式を用いることを類推して、デイヴィスは次の式を用いた。
{\displaystyle \mathbb {R} \rightarrow \mathbb {C} :T(x)=\prod _{k=1}^{\infty }{\frac {1+{\frac {i}{\sqrt {k}}}}{1+{\frac {i}{\sqrt {x+k}}}}}\qquad (-1<x<\infty )}
T(x)は実数xにおいて、螺旋の複素平面上の座標を表す。ジェフリー・J・リーダーとArieh Iserlesはさらにこの関数を研究した。次の関数方程式の解は一意的にT(x)のみに定まる。
{\displaystyle f(x+1)=\left(1+{\frac {i}{\sqrt {x+1}}}\right)\cdot f(x)}
初期条件はf(0) = 1かつ、偏角と絶対値において、単調増加であることである。
解析的なデイヴィスの連続化は原点から反対方向の螺旋へと拡張できる。
図に、元の離散的なテオドロスの螺旋の節を緑の円で示してある。青い円は螺旋を反対方向に繋げたもので、整数の範囲でn番目の点の極半径がrn = ± √|n|となっている。破線の円は原点Oにおける曲率円である。